# 厉慧良
厉慧良（1923年—1995年2月27日），满族，祖籍北京，生于江苏海门，中国京剧表演艺术家，中国戏剧家协会常务理事。

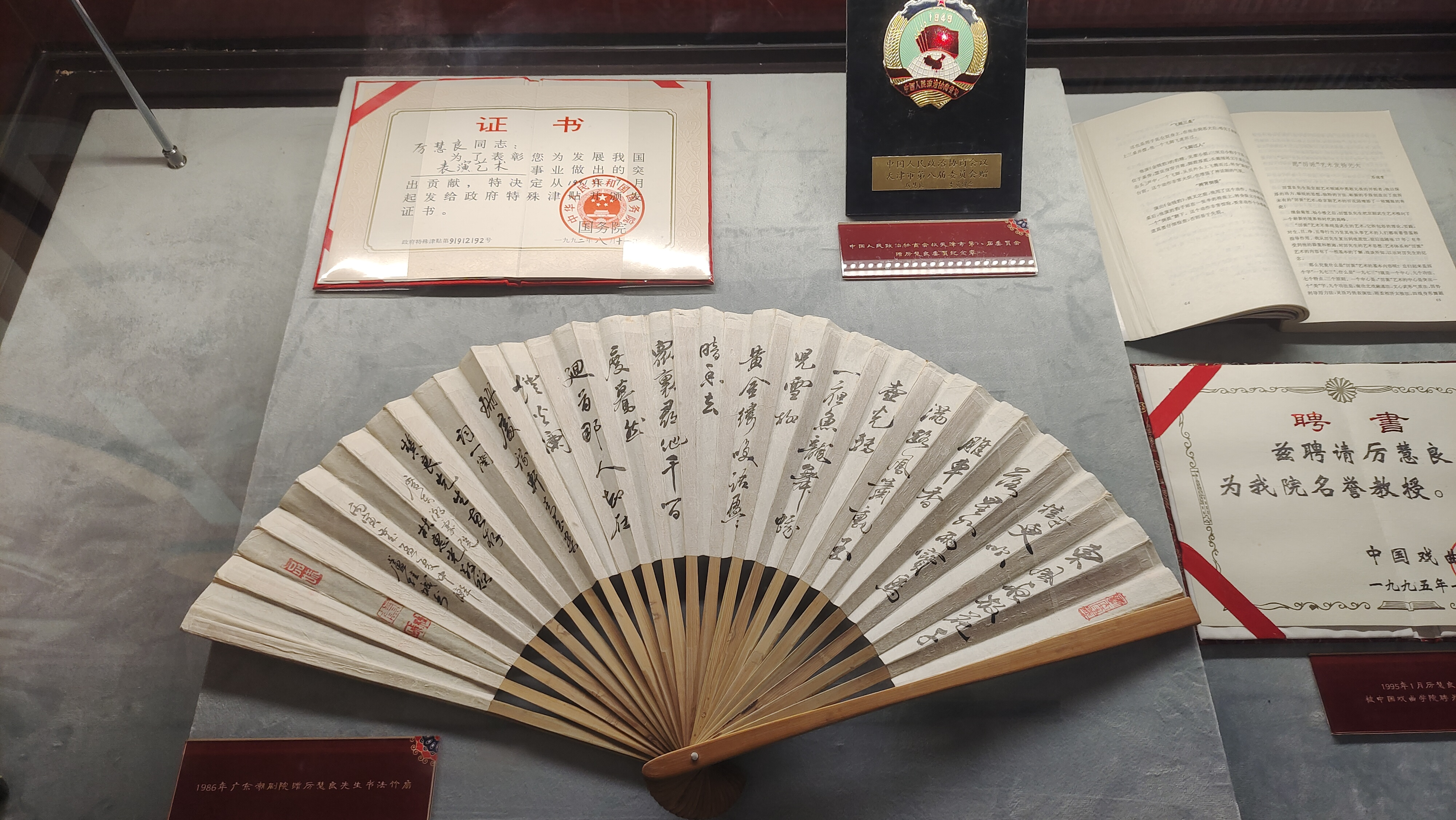
厲慧良所用摺扇及一部分證書，攝於天津博物館。

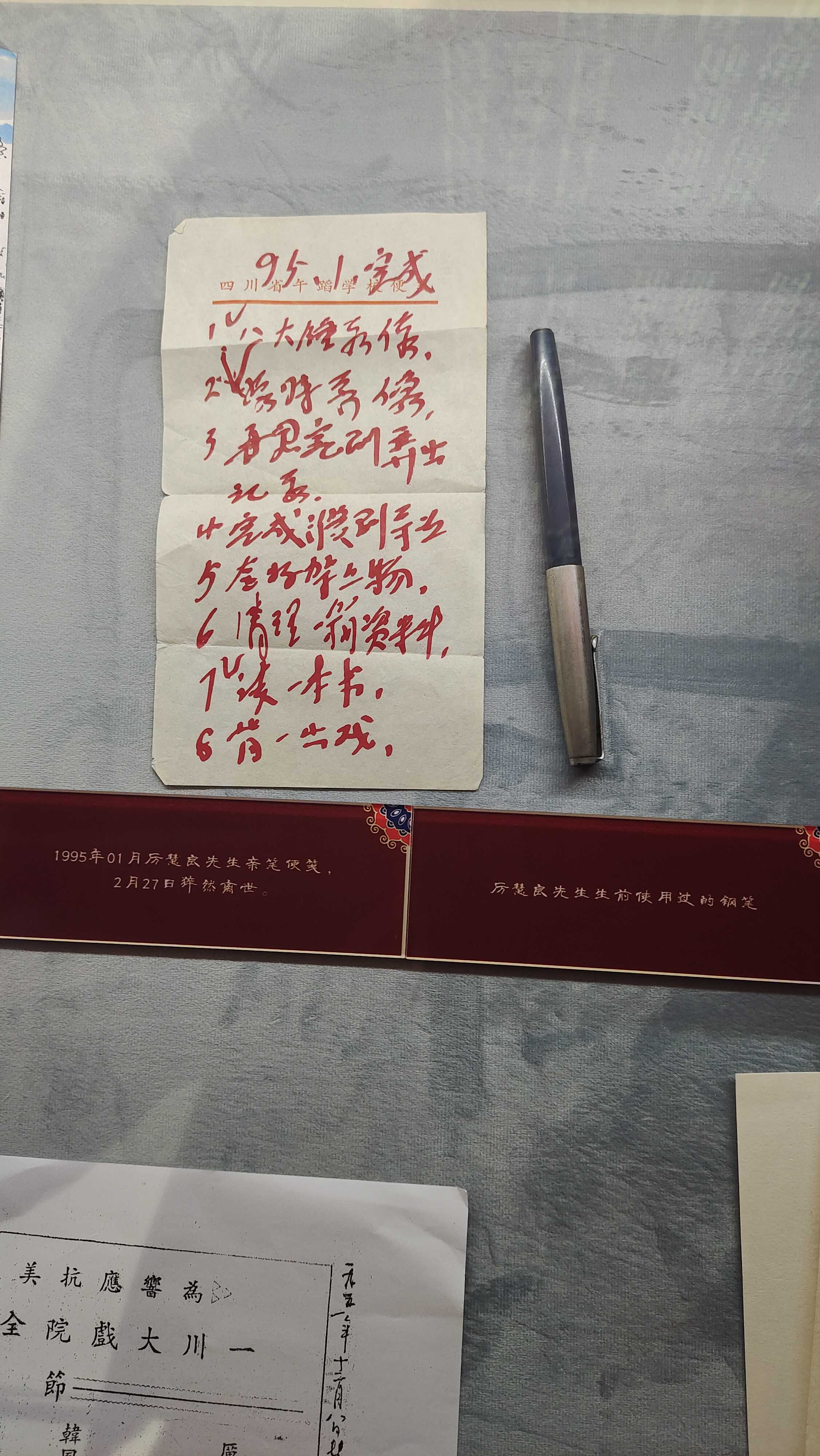
厲慧良親筆便箋及所用鋼筆。

## 家庭
父厉彦芝，母韩凤奎，兄厉慧斌，弟厉慧森，妹厉慧敏、厉慧兰。